# Goodbye (Bobo Stenson-album)
Goodbye är ett musikalbum från 2005 med Bobo Stenson, Anders Jormin och Paul Motian. Albumet tilldelades OrkesterJournalens "Gyllene Skivan" för år 2005.

## Låtlista
1. Send in the Clowns (Stephen Sondheim) – 4:17
2. Rowan (Anders Jormin) – 6:05
3. Alfonsina (Ariel Ramírez) – 5:11
4. There Comes a Time (Tony Williams) – 6:43
5. Song About Earth (Vladimir Vysotskij) – 7:15
6. Seli (Anders Jormin) – 8:49
7. Goodbye (Gordon Jenkins) – 6:40
8. Music for a While (Henry Purcell) – 5:20
9. Allegretto Rubato (Anders Jormin) – 5:27
10. Jack of Clubs (Paul Motian) – 2:57
11. Sudan (Paul Motian) – 2:37
12. Queer Street (Bobo Stenson) – 2:10
13. Triple Play (Anders Jormin) – 2:02
14. Race Face (Ornette Coleman) – 4:40

## Medverkande
- Bobo Stenson – piano
- Anders Jormin – bas
- Paul Motian – trummor

### Fotnoter
1. ↑  ”Svensk mediedatabas”. http://smdb.kb.se/catalog/id/002009382. Läst 23 oktober 2011.